# Livre de chœur d'Eton
Le livre de chœur d'Eton (Eton College MS. 178) est une collection de manuscrits richement enluminés de musique sacrée anglaise composée au cours de la fin du XVe siècle. C'est l'une des rares collections de musique liturgique latine à avoir survécu à la Réforme anglaise et en tant que telle une importante source d'information. Il contenait à l'origine de la musique de 24 compositeurs différents ; Cependant, la plupart des pièces sont endommagées ou incomplètes. C'est l'un des trois grands livres de chœur survivants du début de l'Angleterre des Tudor (les autres sont le livre de chœur de Lambeth et le livre de chœur de Caius).
Le livre de chœur est compilé entre approximativement 1500 et 1505 à l'usage du Collège d'Eton. Sa présentation actuelle date du milieu du XVIe siècle. 126 des 224 folios originaux nous sont parvenus, dont l'index. La version originale comprenait un total de 93 compositions distinctes, toutefois seules 64 sont demeurées soit complètes soit partielles. Certains des 24 compositeurs ne sont connus qu'en raison de leur inclusion dans le livre de chœur d'Eton. John Browne est celui dont le plus de compositions sont reprises (10), suivi de Richard Davy (9) et Walter Lambe (8).
Du point de vue stylistique, la musique contenue dans le livre de chœur montre trois phases dans le développement du début de la polyphonie de la musique de la Renaissance en Angleterre. La première phase est représentée par la musique de Richard Hygons, William Horwood et Gilbert Banester. La plus grande partie de cette musique de la première phase est polyphonique mais non imitative, avec un contraste obtenu par l'alternance de plein grain à cinq voix avec des parties chantées par moins de voix. La deuxième phase, qui inclut de la musique de John Browne, Richard Davy et Walter Lambe, emploie l'imitation, les techniques du cantus firmus et de fréquentes fausses relations(caractéristique qui allait devenir un son distinctif de la polyphonie du début de l'époque Tudor). La phase finale représentée dans le livre de chœur comprend de la musique de William Cornysh et Robert Fayrfax, composée aux alentours de 1500. Les points d'imitation sont fréquents, les techniques du cantus firmus disparaissent et de façon générale le son de la musique est plus continental.

## Contenu

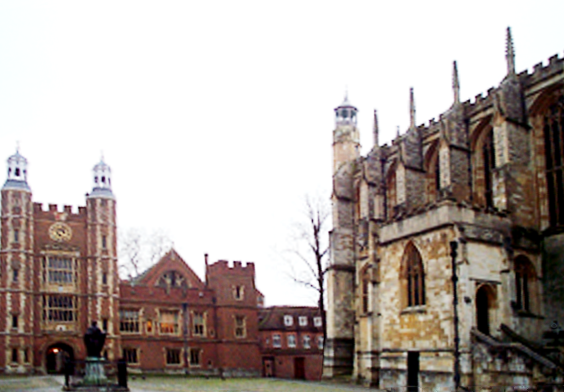
Eton College.

Toutes les compositions du livre sont de la musique vocale sacrée en latin. Selon l'index, il contenait initialement 93 œuvres. Toutefois, une partie de son contenu a été perdue et seulement 64 œuvres ont survécu, quelques-unes d'entre elles incomplètes. Ce sont :
- 54 motets
- 9 Magnificats
- 1 Passion

L'inventaire qui suit représente les contenus tels qu'ils sont énumérés par l'index, avec des numéros de folio pour les compositions qui nous sont parvenues.
- 1. f. 1v-4 : O Maria salvatoris mater - John Browne (i)
- 2. f. 4v-8 : Gaude flore virginali - Hugh Kellyk
- 3. f. 8v-9v : O Maria plena gratiae - Walter Lambe
- 4. f. 10-11 : Gaude flore virginali - Richard Davy
- 5. f. 11v-14 : Stabat mater dolorosa - ?John Browne (ii)
- 6. f. 14v : O regina caelestis gloriae - Walter Lambe
- 7. f. 15-17 : Stabat virgo mater Christi - ?John Browne (i)
- 8. f. 17v-19 : Stabat juxta Christi crucem - ?John Browne (i)
- 9. f. 19v-22 : O regina mundi clara - ?John Browne (i)
- 10. f. 22v-25 : Gaude virgo mater Christi - Sturton
- 11. f. 25v : O virgo prudentissima- Robert Wilkinson [incomplet]
- 12. perdu : Gaude flore virginali - Robert Wilkinson
- 13. perdu : Salve regina vas mundiciae - Fawkner
- 14. f. 26 : Gaude flore virginali - William Cornysh (l'ancien) [incomplet]
- 15. f. 26v-29 : Salve regina mater misericordiae - Robert Wilkinson
- 16. f. 29v-30 : Salve regina mater misericordiae - William Brygeman
- 17. f. 30v-32 : Salve regina mater misericordiae - William Horwood
- 18. f. 32v-34 : Salve regina mater misericordiae - Richard Davy
- 19. f. 34v-36 : Salve regina mater misericordiae - ?William Cornysh (senior)
- 20. f. 36v-38 : Salve regina mater misericordiae - ?John Browne (ii)
- 21. f. 038v-40 : Salve regina mater misericordiae - Walter Lambe
- 22. f. 40v-042 : Salve regina mater misericordiae - John Sutton
- 23. f. 42v-44 : Salve regina mater misericordiae - Robert Hacomplaynt
- 24. f. 44v-46 : Salve regina mater misericordiae - Nicholas Huchyn
- 25. f. 46v-48 : Salve regina mater misericordiae - Robert Wilkinson
- 26. f. 48v-50 : Salve regina mater misericordiae - Robert Fayrfax
- 27. f. 50v-52 : Salve regina mater misericordiae - Richard Hygons
- 28. f. 52v-54 : Salve regina mater misericordiae - ?John Browne (i)
- 29. f. 54v-56 : Salve regina mater misericordiae - John Hampton
- 30. f. 56v-59 : O Domine caeli terraeque creator - Richard Davy
- 31. f. 59v-62 : Salve Jesu mater vera - Richard Davy
- 32. f. 62v-65 : Stabat mater dolorosa - Richard Davy
- 33. f. 65v-68 : Virgo templum trinitatis - Richard Davy
- 34. f. 68v-71 : In honore summae matris - Richard Davy
- 35. f. 71v-74 : O Maria et Elisabeth - Gilbert Banester
- 36. f. 74v-76 : Gaude flore virginali - William Horwood
- 37. f. 76v-77v : Gaude virgo mater Christi - William Horwood
- 38. perdu : O regina caelestis gloriae - Walter Lambe
- 39. perdu : Gaude flore virginali - Walter Lambe
- 40. perdu : Virgo gaude gloriosa - Walter Lambe
- 41. perdu : Stabat mater dolorosa - Robert Fayrfax
- 42. perdu : Ave cuius conceptio - Robert Fayrfax
- 43. perdu : Quid cantemus innocentes - Robert Fayrfax
- 44. perdu : Gaude flore virginali - John Dunstaple
- 45. perdu : Ave lux totius mundi - ?John Browne (i)
- 46. perdu : Gaude flore virginali - ?John Browne (i)
- 47. perdu : Stabat mater dolorosa - ?William Cornysh (senior)
- 48. f. 78-80 : Stabat mater dolorosa - ?William Cornysh (senior)
- 49. f. 80v-82 : Gaude virgo salutata - Fawkner
- 50. f. 82v-85 : Gaude rosa sine spina - Fawkner
- 51. f. 85v-87 : Gaude flore virginali - Edmund Turges
- 52. f. 87v-88 : Nesciens mater virgo virum - Walter Lambe
- 53. f. 88v : Salve decus castitatis - Robert Wilkinson
- 54. f. 89 : Ascendit Christus hodie - Nicholas Huchyn
- 55. f. 89v-91v : O mater venerabilis - ?John Browne (i)
- 56. perdu : Ad te purissima virgo - ?William Cornysh (senior)
- 57. f. 92v-93v : Ave lumen gratiae - Robert Fayrfax
- 58. perdu : O virgo virginum praeclara - Walter Lambe
- 59. f. 94-95 : Gaude virgo mater Christi - Robert Wilkinson
- 60. f. 95v-97 : Stabat virgo mater Christi - ?John Browne (i)
- 61. f. 97v-99 : Stella caeli extirpavit que lactavit - Walter Lambe
- 62. f. 99v-101 : Ascendit Christus hodie - Walter Lambe
- 63. f. 101v-103 : Gaude flore virginali - Walter Lambe
- 64. f. 103v-105 : Gaude flore virginali - Edmund Turges
- 65. f. 105v-106 : Ave Maria mater Dei - ?William Cornysh (senior)
- 66. f. 106v-108 : Gaude virgo mater Christi - ?William Cornysh (senior)
- 67. f. 108v-110v : Gaude virgo salutata - Holynborne
- 68. perdu : Magnificat : Et exultavit spiritus meus - John Browne (i)
- 69. perdu : Magnificat : Et exultavit spiritus meus - Richard Davy
- 70. f. 111: Magnificat : Et exultavit spiritus meus - John Nesbet
- 71. f. 111v-113: Magnificat : Et exultavit spiritus meus - William Horwood
- 72. f. 113v-116: Magnificat : Et exultavit spiritus meus - Hugh Kellyk
- 73. f. 116v-118: Magnificat : Et exultavit spiritus meus - Walter Lambe
- 74. f. 118v: Magnificat : Et exultavit spiritus meus - John Browne (i)
- 75. perdu : Magnificat : Et exultavit spiritus meus - Robert Fayrfax
- 76. perdu : Magnificat : Et exultavit spiritus meus - William Brygeman
- 77. perdu : Magnificat : Et exultavit spiritus meus - Robert Wilkinson
- 78. perdu : Magnificat : Et exultavit spiritus meus - Robert Mychelson
- 79. f. 119-119v: Magnificat : Et exultavit spiritus meus - Robert Wilkinson
- 80. perdu : Magnificat : Et exultavit spiritus meus - William Cornysh (Junior)
- 81. perdu : Magnificat : Et exultavit spiritus meus - John Browne (i)
- 82. f. 120-120v: Magnificat : Et exultavit spiritus meus - John Sygar
- 83. perdu : Magnificat : Et exultavit spiritus meus - John Browne (i)
- 84. perdu : Magnificat : Et exultavit spiritus meus - Edmund Turges
- 85. perdu : Magnificat : Et exultavit spiritus meus - Edmund Turges
- 86. perdu : Magnificat : Et exultavit spiritus meus - John Baldwin
- 87. perdu : Magnificat : Et exultavit spiritus meus - John Sygar
- 88. perdu : Magnificat : Et exultavit spiritus meus - John Baldwin
- 89. perdu : Magnificat : Et exultavit spiritus meus - Edmund Turges
- 90. f. 121: Magnificat : Et exultavit spiritus meus - Richard Davy
- 91. f. 121v-123 : Magnificat : Et exultavit spiritus meus - William Stratford
- 92. f. 124-126 : Passio Domini - Richard Davy
- 93. f. 126v : Jesus autem transiens - Robert Wilkinson

Les compositeurs représentés dans le manuscrit sont : John Browne (10 compositions), Richard Davy (9), Walter Lambe (8), Robert Wilkinson (7), William Cornysh (5), William Horwood (4), Robert Fayrfax (2), John Fawkyner (2), Nicholas Huchyn (2), Hugh Kellyk (2), Edmund Turges (2), Gilbert Banester, Brygeman (1), Robert Hacomplaynt (1), John Hampton (1), Holynborne (1), Richard Hygons (1), Nesbet (1), Edmund Sturton (1), John Sutton (1), Sygar (1) et William Stratford (1).
D'autres compositeurs tels que Baldwyn, John Dunstable et Mychelson apparaissent également dans l'index mais leurs œuvres sont perdues.

## Enregistrements
- The Rose and The Ostrich Feather, Eton Choirbook Volume I. Harry Christophers: The Sixteen. CORO : CD COR16026.
- The Crown of Thorns, Eton Choirbook Volume II. Harry Christophers : The Sixteen. CORO : CD COR16012.
- The Pillars Of Eternity, Eton Choirbook Volume III. Harry Christophers : The Sixteen. CORO : CD COR16022.
- The Flower of All Virginity, Eton Choirbook Volume IV. Harry Christophers : The Sixteen. CORO : CD COR16018.
- Voices of Angels, Eton Choirbook Volume V. Harry Christophers : The Sixteen. CORO: CD COR16002.
- More Divine Than Human: Music from The Eton Choir Book. Stephen Darlington: Choir of Christ Church Cathedral Oxford. Avie: AV2167.
- Music from the Eton Choirbook, Tonus Peregrinus, Antony Pitts, Dir. Naxos 8.572840
- Livre de chœur d'Eton - Huelgas Ensemble, dir. Paul Van Nevel (2011, DHM 88765408852)[1] (OCLC 824646928)